# エカテリーナ・マカロワ
エカテリーナ・マカロワ（Ekaterina Makarova, ロシア語: Екатерина Валерьевна Макарова, 1988年6月7日 - ）は、ロシア・モスクワ出身の女子プロテニス選手。2013年全仏オープンと2014年全米オープン、2017年ウィンブルドン選手権女子ダブルスと2012年全米オープン混合ダブルスの優勝者。WTAツアーでシングルス3勝、ダブルス14勝を挙げた。自己最高位はシングルス8位、ダブルス1位。

## 来歴
マカロワは6歳でテニスを始め、2004年にプロに転向。しばらくはITFのサーキット大会での下積みが続いた。2007年の全米オープンで予選を勝ち上がり、4大大会に初出場。1回戦でユリア・シュルフを 6-1, 0-6, 6-2 、2回戦で杉山愛を 6-4, 4-6, 6-2 で破りジュスティーヌ・エナンとの3回戦まで進出している。
2008年全豪オープン1回戦でアグネシュ・サバイを3-6, 6-4, 7-5 、2回戦でイボンヌ・モイスブルガーを 6-3, 6-1 で破り3回戦に進出した。ウィンブルドンでは女子ダブルスでセリマ・スファーと組んでベスト8に進出。全米オープンでは1回戦でアンナ・チャクベタゼを 1-6, 6-2, 6-3 、2回戦でエカテリーナ・ビシュコワを 3-6, 7-5, 6-3 で破り2年連続で3回戦に進出した。フェドカップ決勝のダブルスにも出場。ロシアの優勝が決まった後の試合であったが、エレーナ・ベスニナと組みスペインのビルヒニア・ルアノ・パスクアル&ヌリア・リャゴステラ・ビベス組に 6-2, 6-1 で勝利している。
2009年5月のフェズ大会で単複ともに決勝に進出。シングルスではアナベル・メディナ・ガリゲス（スペイン）に 0–6, 1–6 で完敗したが、アリサ・クレイバノワと組んだダブルスでソラナ・チルステア&マリア・キリレンコ組に 6–3, 2–6, [10–8] で勝利して、初めてのツアータイトルを獲得した。翌週のエストリル大会でもシングルスで決勝に進出。ヤニナ・ウィックマイヤーに 5–7, 2–6 で敗れ2週連続の準優勝となった。クレイバノワと組んだダブルスでウィンブルドンはベスト8、全米オープンはベスト4に進出している。
2010年全豪オープンでヤロスラフ・レビンスキーと組んだ混合ダブルスでノーシードから決勝に進出。決勝では第1シードのカーラ・ブラック&リーンダー・パエス組に 5–7, 3–6 で敗れ準優勝となった。7月のイーストボーン大会では予選から勝ち上がり、ツアー3度目の決勝に進出。決勝でビクトリア・アザレンカに 7-6(5), 6-4 で勝利し、シングルスツアー初優勝を果たした。
2011年全豪オープン1回戦でアナ・イバノビッチを 3-6, 6-4, 10-8、3回戦でナディア・ペトロワを 6-2, 3-6, 8-6 で破り、4大大会初のシングルス4回戦に進出。4回戦では優勝したキム・クライシュテルスに 6-7(3), 2-6 で敗れた。全仏オープンでも4回戦に進出し、ビクトリア・アザレンカに 2-6, 3-6 で敗れた。
2012年全豪オープンでは1回戦でタマリネ・タナスガーンを 6-0, 2-6, 6-0 、2回戦で第25シードカイア・カネピを 6-2, 7-5 、3回戦で第7シードのベラ・ズボナレワを 7-6(7), 6-1 、4回戦では過去4度優勝の第12シードのセリーナ・ウィリアムズを 6-2, 6-3 で破り4大大会初のシングルスベスト8に進出した。準々決勝では第4シードのマリア・シャラポワに 2-6, 3-6 で敗れた。ダブルスでもアーラ・クドゥリャフツェワと組みベスト8に進出した。7月のロンドン五輪でオリンピックに初出場した。エレーナ・ベスニナとのダブルスに出場しベスト8に進出した。準々決勝でリサ・レイモンド&リーゼル・フーバー組に 3-6, 3-6 で敗退した。
全米オープンではシングルスは3回戦でセリーナ・ウィリアムズに 4-6, 0-6 で敗れたが、ブルーノ・ソアレスと組んだ混合ダブルスで決勝に進出。クベタ・ペシュケ&マルチン・マトコフスキ組を6–7(8), 6–1, [12–10] で破って優勝した。
2013年全豪オープンでは3回戦でマリオン・バルトリを 6-7 (7), 6-3 6-4 、4回戦でアンゲリク・ケルバーを 7-5, 6-4 で破り2年連続でベスト8に進出した。準々決勝ではマリア・シャラポワに 2-6, 2-6 で敗れた。エレーナ・ベスニナとのダブルスではベスト4に進出した。全仏オープンでは1回戦でスベトラーナ・クズネツォワに 2-6, 4-6 で敗れたが、ベスニナと組んだダブルスでは決勝に進出し、サラ・エラニ&ロベルタ・ビンチ組を 7-5, 6-2 で破り大会初優勝を果たした。全米オープンでは4回戦でアグニエスカ・ラドワンスカを 6-4, 6-4 で破りベスト8に進出した。準々決勝で李娜に 4-6, 7-6(5), 2-6 で敗退した。
2014年2月のパタヤ大会でカロリナ・プリスコバを 6–3, 7–6(7) で破り4年ぶりのシングルス2勝目を挙げた。ウィンブルドンでは4回戦でアグニエシュカ・ラドワンスカ 6-3, 6-0 で破りベスト8に進出した。全米オープンでもベスト8に進出し準々決勝ではビクトリア・アザレンカを 6-4, 6-2 で破り4大大会シングルスで初めてベスト4に進出した。エレーナ・ベスニナと組んだダブルスでもマルチナ・ヒンギス&フラビア・ペンネッタ組を 2–6, 6–3, 6–2 で破り4大大会ダブルス2勝目を挙げた。
2015年全豪オープンでは準々決勝でシモナ・ハレプを 6–4, 6–0 で破りベスト4に進出。準決勝でマリア・シャラポワに 3–6, 2–6 で敗れた。2015年4月6日付のランキングで自己最高のシングルス8位を記録している。
2016年8月のリオ五輪ではベスニナとのダブルスでスイスのティメア・バシンスキー&マルチナ・ヒンギス組を 6–4, 6–4 で破り金メダルを獲得した。
2017年ウィンブルドン選手権女子ダブルスでは決勝で詹皓晴＆モニカ・ニクレスク組を 6–0, 6–0 で1ゲームも与えず完勝し、4大大会女子ダブルス3勝目を挙げた。マカロワとベスニナは全豪オープンでは2014年と2018年の準優勝が最高でキャリア・グランドスラムを達成できなかった。
2018年6月11日付のランキングでベスニナと並んでダブルス1位になった。2019年2月のドバイ・テニス選手権が最後の大会出場になり2020年1月に31歳で現役を引退した。

## WTAツアー決勝進出結果

### シングルス: 5回 (3勝2敗)
| 大会グレード                  |
| ----------------------------- |
| グランドスラム (0–0)          |
| WTAファイナルズ (0–0)         |
| プレミア・マンダトリー (0–0)  |
| プレミア5 (0-0)               |
| WTAエリート・トロフィー (0-0) |
| プレミア (1–0)                |
| インターナショナル (2-2)      |

| 結果   | No. | 決勝日        | 大会           | サーフェス | 対戦相手                     | スコア           |
| ------ | --- | ------------- | -------------- | ---------- | ---------------------------- | ---------------- |
| 準優勝 | 1.  | 2009年5月2日  | フェズ         | クレー     | アナベル・メディナ・ガリゲス | 0–6, 1–6         |
| 準優勝 | 2.  | 2009年5月10日 | エストリル     | クレー     | ヤニナ・ウィックマイヤー     | 5–7, 2–6         |
| 優勝   | 1.  | 2010年6月19日 | イーストボーン | 芝         | ビクトリア・アザレンカ       | 7–6(5), 6–4      |
| 優勝   | 2.  | 2014年2月2日  | パタヤ         | ハード     | カロリナ・プリスコバ         | 6–3, 7–6(7)      |
| 優勝   | 3.  | 2017年8月6日  | ワシントンD.C. | ハード     | ユリア・ゲルゲス             | 3–6, 7–6(2), 6–0 |

### ダブルス: 36回 (15勝21敗)
| 大会グレード          | 大会グレード                 |
| 2008年以前            | 2009年以後                   |
| --------------------- | ---------------------------- |
| グランドスラム (3-4)  |                              |
| オリンピック (1-0)    |                              |
| WTAファイナルズ (1-1) |                              |
| ティア I (0–0)        | プレミア・マンダトリー (3-6) |
| ティア I (0–0)        | プレミア5 (4-5)              |
| ティア II (0–0)       | プレミア (2-2)               |
| ティア III (0–0)      | インターナショナル (1-1)     |
| ティア IV ＆ V (0–2)  | インターナショナル (1-1)     |

| 結果   | No. | 決勝日         | 大会                 | サーフェス    | パートナー                 | 対戦相手                                                    | スコア              |
| ------ | --- | -------------- | -------------------- | ------------- | -------------------------- | ----------------------------------------------------------- | ------------------- |
| 準優勝 | 1.  | 2008年5月4日   | フェズ               | クレー        | アリサ・クレイバノワ       | ソラナ・チルステア アナスタシア・パブリュチェンコワ         | 2-6, 2–6            |
| 準優勝 | 2.  | 2008年7月27日  | ポルトロス           | ハード        | ベラ・ドゥシェビナ         | アナベル・メディナ・ガリゲス ビルヒニア・ルアノ・パスクアル | 4–6, 1–6            |
| 優勝   | 1.  | 2009年5月2日   | フェズ               | クレー        | アリサ・クレイバノワ       | ソラナ・チルステア マリア・キリレンコ                       | 6–3, 2–6, [10–8]    |
| 準優勝 | 3.  | 2009年10月10日 | 北京                 | ハード        | アーラ・クドゥリャフツェワ | 謝淑薇 彭帥                                                 | 3–6, 1–6            |
| 準優勝 | 4.  | 2011年2月13日  | パリ                 | ハード (室内) | ベラ・ドゥシェビナ         | ベサニー・マテック＝サンズ メガン・ショーネシー             | 4–6, 2–6            |
| 準優勝 | 5.  | 2011年10月23日 | ルクセンブルク       | ハード (室内) | ルーシー・ハラデツカ       | イベタ・ベネソバ バルボラ・ザフラボバ・ストリコバ           | 5–7, 3–6            |
| 準優勝 | 6.  | 2012年5月12日  | マドリード           | クレー        | エレーナ・ベスニナ         | サラ・エラニ ロベルタ・ビンチ                               | 1-6, 6-3, [4-10]    |
| 準優勝 | 7.  | 2012年5月20日  | ローマ               | クレー        | エレーナ・ベスニナ         | サラ・エラニ ロベルタ・ビンチ                               | 2-6, 5-7            |
| 優勝   | 2.  | 2012年10月6日  | 北京                 | ハード        | エレーナ・ベスニナ         | ヌリア・リャゴステラ・ビベス サニア・ミルザ                 | 7-5, 7-5            |
| 優勝   | 3.  | 2012年10月21日 | モスクワ             | ハード (室内) | エレーナ・ベスニナ         | マリア・キリレンコ ナディア・ペトロワ                       | 6–3, 1–6, [10–8]    |
| 優勝   | 4.  | 2013年3月16日  | インディアンウェルズ | ハード        | エレーナ・ベスニナ         | ナディア・ペトロワ カタリナ・スレボトニク                   | 6–0, 5–7, [10–6]    |
| 優勝   | 5.  | 2013年6月10日  | 全仏オープン         | クレー        | エレーナ・ベスニナ         | サラ・エラニ ロベルタ・ビンチ                               | 7-5, 6-2            |
| 準優勝 | 8.  | 2013年10月27日 | イスタンブール       | ハード (室内) | エレーナ・ベスニナ         | 謝淑薇 彭帥                                                 | 4-6, 5–7            |
| 準優勝 | 9.  | 2014年1月24日  | 全豪オープン         | ハード        | エレーナ・ベスニナ         | サラ・エラニ ロベルタ・ビンチ                               | 4-6, 6-3, 5-7       |
| 準優勝 | 10. | 2014年3月30日  | マイアミ             | ハード        | エレーナ・ベスニナ         | マルチナ・ヒンギス ザビーネ・リシキ                         | 6-4, 4-6, [5-10]    |
| 優勝   | 6.  | 2014年9月8日   | 全米オープン         | ハード        | エレーナ・ベスニナ         | マルチナ・ヒンギス フラビア・ペンネッタ                     | 2–6, 6–3, 6–2       |
| 準優勝 | 11. | 2015年3月21日  | インディアンウェルズ | ハード        | エレーナ・ベスニナ         | マルチナ・ヒンギス サニア・ミルザ                           | 3-6, 4-6            |
| 準優勝 | 12. | 2015年4月5日   | マイアミ             | ハード        | エレーナ・ベスニナ         | マルチナ・ヒンギス サニア・ミルザ                           | 5-7, 1-6            |
| 準優勝 | 13. | 2015年7月11日  | ウィンブルドン       | 芝            | エレーナ・ベスニナ         | マルチナ・ヒンギス サニア・ミルザ                           | 7–5, 6–7(4), 5–7    |
| 準優勝 | 14. | 2016年5月15日  | ローマ               | クレー        | エレーナ・ベスニナ         | マルチナ・ヒンギス サニア・ミルザ                           | 1–6, 7–6(5), [3–10] |
| 準優勝 | 15. | 2016年6月5日   | 全仏オープン         | クレー        | エレーナ・ベスニナ         | クリスティナ・ムラデノビッチ キャロリン・ガルシア           | 3-6, 6-2, 4-6       |
| 優勝   | 7.  | 2016年7月31日  | モントリオール       | ハード        | エレーナ・ベスニナ         | シモナ・ハレプ モニカ・ニクレスク                           | 6–3, 7–6(5)         |
| 優勝   | 8.  | 2016年8月14日  | リオ五輪             | ハード        | エレーナ・ベスニナ         | ティメア・バシンスキー マルチナ・ヒンギス                   | 6–4, 6–4            |
| 優勝   | 9.  | 2016年10月30日 | シンガポール         | ハード (室内) | エレーナ・ベスニナ         | ベサニー・マテック＝サンズ ルーシー・サファロバ             | 7–6(5), 6–3         |
| 準優勝 | 16. | 2017年1月7日   | ブリスベン           | ハード        | エレーナ・ベスニナ         | ベサニー・マテック＝サンズ サニア・ミルザ                   | 2–6, 3–6            |
| 優勝   | 10. | 2017年2月25日  | ドバイ               | ハード        | エレーナ・ベスニナ         | アンドレア・フラバーチコバ 彭帥                             | 6–2, 4–6, [10–7]    |
| 準優勝 | 17. | 2017年5月21日  | ローマ               | クレー        | エレーナ・ベスニナ         | 詹詠然 マルチナ・ヒンギス                                   | 5–7, 6–7(4)         |
| 優勝   | 11. | 2017年7月15日  | ウィンブルドン       | 芝            | エレーナ・ベスニナ         | 詹皓晴 モニカ・ニクレスク                                   | 6–0, 6–0            |
| 優勝   | 12. | 2017年8月13日  | トロント             | ハード        | エレーナ・ベスニナ         | アンナ＝レナ・グローネフェルト クベタ・ペシュケ             | 6–0, 6–4            |
| 準優勝 | 18. | 2018年1月26日  | 全豪オープン         | ハード        | エレーナ・ベスニナ         | ティメア・バボシュ クリスティナ・ムラデノビッチ             | 4–6, 3–6            |
| 準優勝 | 19. | 2018年3月17日  | インディアンウェルズ | ハード        | エレーナ・ベスニナ         | 謝淑薇 バルボラ・ストリコバ                                 | 4–6, 4–6            |
| 優勝   | 13. | 2018年5月12日  | マドリード           | クレー        | エレーナ・ベスニナ         | ティメア・バボシュ クリスティナ・ムラデノビッチ             | 2–6, 6–4, [10–8]    |
| 準優勝 | 20. | 2018年8月12日  | モントリオール       | ハード        | ラティシア・チャン         | アシュリー・バーティ デミ・シュールス                       | 6–4, 3–6, [8–10]    |
| 優勝   | 14. | 2018年8月19日  | シンシナティ         | ハード        | ルーシー・ハラデツカ       | エリーズ・メルテンス デミ・シュールス                       | 6–2, 7–5            |
| 優勝   | 15. | 2019年2月3日   | サンクトペテルブルク | ハード (室内) | マルガリータ・ガスパリアン | アンナ・カリンスカヤ ビクトリア・クズモバ                   | 7–5, 7–5            |
| 準優勝 | 21. | 2019年2月23日  | ドバイ               | ハード        | ルーシー・ハラデツカ       | 謝淑薇 バルボラ・ストリコバ                                 | 4–6, 4–6            |

## 4大大会シングルス成績
略語の説明
| W | F | SF | QF | #R | RR | Q# | LQ | A | Z# | PO | G | S | B | NMS | P | NH |

W=優勝, F=準優勝, SF=ベスト4, QF=ベスト8, #R=#回戦敗退, RR=ラウンドロビン敗退, Q#=予選#回戦敗退, LQ=予選敗退, A=大会不参加, Z#=デビスカップ/BJKカップ地域ゾーン, PO=デビスカップ/BJKカッププレーオフ, G=オリンピック金メダル, S=オリンピック銀メダル, B=オリンピック銅メダル, NMS=マスターズシリーズから降格, P=開催延期, NH=開催なし.
| 大会           | 2005 | 2006 | 2007 | 2008 | 2009 | 2010 | 2011 | 2012 | 2013 | 2014 | 2015 | 2016 | 2017 | 2018 | 2019 | 通算成績 |
| -------------- | ---- | ---- | ---- | ---- | ---- | ---- | ---- | ---- | ---- | ---- | ---- | ---- | ---- | ---- | ---- | -------- |
| 全豪オープン   | A    | A    | A    | 3R   | 2R   | 2R   | 4R   | QF   | QF   | 4R   | SF   | 4R   | 4R   | 1R   | 1R   | 29–12    |
| 全仏オープン   | A    | A    | LQ   | 2R   | 1R   | 1R   | 4R   | 1R   | 1R   | 3R   | 4R   | 2R   | 2R   | 2R   | A    | 12–11    |
| ウィンブルドン | A    | A    | LQ   | 1R   | 2R   | 2R   | 1R   | 2R   | 3R   | QF   | 2R   | 4R   | 2R   | 4R   | A    | 17–11    |
| 全米オープン   | LQ   | A    | 3R   | 3R   | 1R   | 1R   | 1R   | 3R   | QF   | SF   | 4R   | 1R   | 3R   | 3R   | A    | 22–12    |